# Jimmy Kelly (calciatore 1954)
James Kelly, conosciuto con il diminutivo Jimmy (Crumlin, 8 febbraio 1954), è un ex calciatore nordirlandese, di ruolo attaccante.

## Carriera
Dopo aver giocato in patria nel Glentoran e nel Cliftonville, nel 1971 si trasferisce in Inghilterra ingaggiato dal Wolverhampton. Negli anni di militanza nei Wolves ottenne come miglior piazzamento il quinto posto nella First Division 1972-1973 oltre che vincere la Football League Cup 1973-1974.
Nel 1975 passa in prestito al Wrexham, club della terza divisione inglese.
Nell'estate 1975 fa parte del nucleo dei giocatori del Wolves, formato da Peter Withe, Barry Powell, Don Gardner e Chris Dangerfield, che andarono a rinforzare la neonata franchigia NASL dei Portland Timbers, affidati al gallese Vic Crowe, che con il suo assistente Leo Crowther costruì una rosa prettamente britannica. La squadra nel massimo campionato nordamericano si impose nella Western Division e nei playoff raggiunse la finale, nella quale non fu impiegato, persa contro i T.B. Rowdies.
Restò in forza ai Timbers anche nelle due stagioni seguenti, non riuscendo a superare la fase a gironi del torneo nordamericano.
Nel 1978 tornò in Inghilterra per giocare nel Walsall con cui retrocedette in quarta serie al termine della Third Division 1978-1979. La stagione seguente, grazie al secondo posto ottenuto in campionato, ottenne con i suoi la promozione nella categoria superiore.
Dopo una stagione al Kidderminster Kelly tornò ai Timbers, raggiungendo gli ottavi di finale nella stagione 1981. Con i Timbers giocò anche nel campionato indoor. 

## Palmarès

### Competizioni nazionali
- Coppa di Lega inglese: 1

Wolverhampton: 1973-1974